# جان-شارل فالاردو
جان-شارل فالاردو (1914-1989)، عالم اجتماع كندي، شخصية معروفة في مجاله، كان أستاذاً في جامعة لافال، ثم أصبح رئيساً لمجلس الفنون والآداب في كيبيك عام 1962. كان زميل الجمعية الملكية الكندية وأكاديمية العلوم الأخلاقية والسياسية الفرنسية. تعلّم في كلية سانت ماري في مونتريال وكلية جان دو بريبوف.